# 疑問句
疑問句，是提出問題的句子。一般帶有疑問詞以及以問號結尾
。

## 疑問詞
- 誰
- 甚麽
- 哪裏
- 為什麽
- 嗎
- 怎樣
- 怎麼
- 豈不能

## 例子
- 妳看懂中文嗎？
- 你是誰？
- 為什麽還不上學？
- 哪裏有電影院？
- 這是你的手機嗎？
- 怎麼辦？
- 你在哪裏？
- 這是什麼？